# London Lightning
I London Lightning sono una società di pallacanestro canadese con sede a London, nell'Ontario.
Nacquero nel 2011 per partecipare al campionato della NBL Canada. Vinsero il titolo quattro volte: nel 2011-12, 2012-13, 2016-17 e 2017-18.

## Stagioni
| Stagione | Lega       | Denominazione    | V  | P  | %    | Piazzamento | Play-off               |
| -------- | ---------- | ---------------- | -- | -- | ---- | ----------- | ---------------------- |
| 2011-12  | NBL Canada | London Lightning | 28 | 8  | 77,8 | 1º          | Campioni               |
| 2012-13  | NBL Canada | London Lightning | 33 | 7  | 82,5 | 1º          | Campioni               |
| 2013-14  | NBL Canada | London Lightning | 23 | 17 | 67,5 | 3º          | Semifinale             |
| 2014-15  | NBL Canada | London Lightning | 18 | 14 | 56,3 | 3º          | Quarti di finale       |
| 2015-16  | NBL Canada | London Lightning | 26 | 14 | 65,0 | 1º          | Finale NBL Canada      |
| 2016-17  | NBL Canada | London Lightning | 35 | 5  | 87,5 | 1º          | Campioni               |
| 2017-18  | NBL Canada | London Lightning | 27 | 13 | 67,5 | 1º          | Campioni               |
| 2018-19  | NBL Canada | London Lightning | 22 | 18 | 55,0 | 1º          | Semifinale di division |
| 2019-20  | NBL Canada | London Lightning | 15 | 9  | 62,5 | 1º          | stagione interrotta    |